# 齐娜卜·里德瓦尼
齐娜卜·里德瓦尼（阿拉伯语：‎；2000年6月12日—），摩洛哥女子职业足球运动员，司职后卫，目前效力于皇家武装部队体育俱乐部和摩洛哥国家女子足球队。她曾代表摩洛哥参加2022年非洲女子世界杯和2023年国际足联女子世界杯等多场国际赛事。